# سور الديمة (الملاح)

تعديل مصدري - تعديل

سور الديمة هي إحدى قرى عزلة الملاح بمديرية الملاح التابعة لمحافظة لحج، بلغ تعداد سكانها 111 نسمة حسب تعداد اليمن لعام 2004.